# Олівія Гадецкі
Олівія Гадецкі (англ. Olivia Gadecki) —   австралійська тенісистка польського походження, чемпіонка Австралії в міксті.

## Значні фінали

### Турніри Великого шолома

#### Мікст: 1 титул
| Результат | Рік  | Турнір          | Поверхня | Партнер   | Супротивники                      | Рахунок          |
| --------- | ---- | --------------- | -------- | --------- | --------------------------------- | ---------------- |
| Перемога  | 2025 | Australian Open | Хард     | Джон Пірс | Кімберлі Біррелл Джон-Патрик Сміт | 3–6, 6–4, [10–6] |

## Фінали Туру WTA

### Одиночний розряд: 1  фінал
| Легенда          |
| ---------------- |
| Grand Slam (0–0) |
| WTA 1000 (0–0)   |
| WTA 500 (0–1)    |
| WTA 250 (0–0)    |

| За поверхнею |
| ------------ |
| Хард (0–1)   |
| Грунт (0–0)  |
| Трава (0–0)  |

| Фінали за умовами |
| ----------------- |
| Під небом (0–1)   |
| В залі (0–0)      |

| Результат | В–П | Дата     | Турнір                    | Статус  | Поверхня | Супротивниця    | Рахунок       |
| --------- | --- | -------- | ------------------------- | ------- | -------- | --------------- | ------------- |
| Поразка   | 0–1 | Вер 2024 | Guadalajara Open, Мексика | WTA 500 | Хард     | Магдалена Френх | 6–7(5–7), 4–6 |

### Парний розряд: 1 титул
| Легенда          |
| ---------------- |
| Grand Slam (0–0) |
| WTA 1000 (0–0)   |
| WTA 500 (0–0)    |
| WTA 250 (1–0)    |

| За поверхнею |
| ------------ |
| Хард (1–0)   |
| Грунт (0–0)  |
| Трава (0–0)  |

| Фінали за умовами |
| ----------------- |
| Під небом (1–0)   |
| В залі (0–0)      |

| Результат | В–П | Дата     | Турнір        | Статус  | Поверхня | Партнерка      | Супротивниці                | Рахунок  |
| --------- | --- | -------- | ------------- | ------- | -------- | -------------- | --------------------------- | -------- |
| Перемога  | 1–0 | Бер 2024 | ATX Open, США | WTA 250 | Хард     | Олівія Ніколлз | Катажина Кава Бібіане Схофс | 6–2, 6–4 |

## Фінали турнірів WTA Challenger

### Парний розряд: 2 титули
| Результат | В–П | Дата     | Турнір                | Поверхня | Партнерка      | Супротивниці                  | Рахунок                |
| --------- | --- | -------- | --------------------- | -------- | -------------- | ----------------------------- | ---------------------- |
| Перемога  | 1–0 | Сер 2023 | Golden Gate Open, США | Хард     | Джоді Баррадж  | Гейлі Баптіст Клер Лю         | 7–6(4), 6–7(6), [10–8] |
| Перемога  | 2–0 | Бер 2024 | Charleston Pro, США   | Хард     | Олівія Ніколлз | Сара Еррані Тереза Мігалікова | 6–2, 6–1               |